# Distrito municipal de Naujoji Vilnia
Distrito municipal de Naujoji Vilnia es un distrito municipal perteneciente al Municipio de Ciudad del Vilna y organizado administrativamente en nueve barrios (Aukštasis Pavilnys, Guriai, Kučkuriškės, Leoniškės, Naujoji Vilnia, Pūčkoriai, Rokantiškės, Žemasis Pavilnys, Tuputiškės). El distrito se limita con los distritos municipales de Antakalnis, Rasos y Distrito Municipio de Vilna.

## Barrios
El distrito está formado por los siguientes 9 barriosː
- Aukštasis Pavilnys
- Guriai
- Kučkuriškės
- Leoniškės
- Naujoji Vilnia
- Pūčkoriai
- Rokantiškės
- Žemasis Pavilnys
- Tuputiškės

## Galería

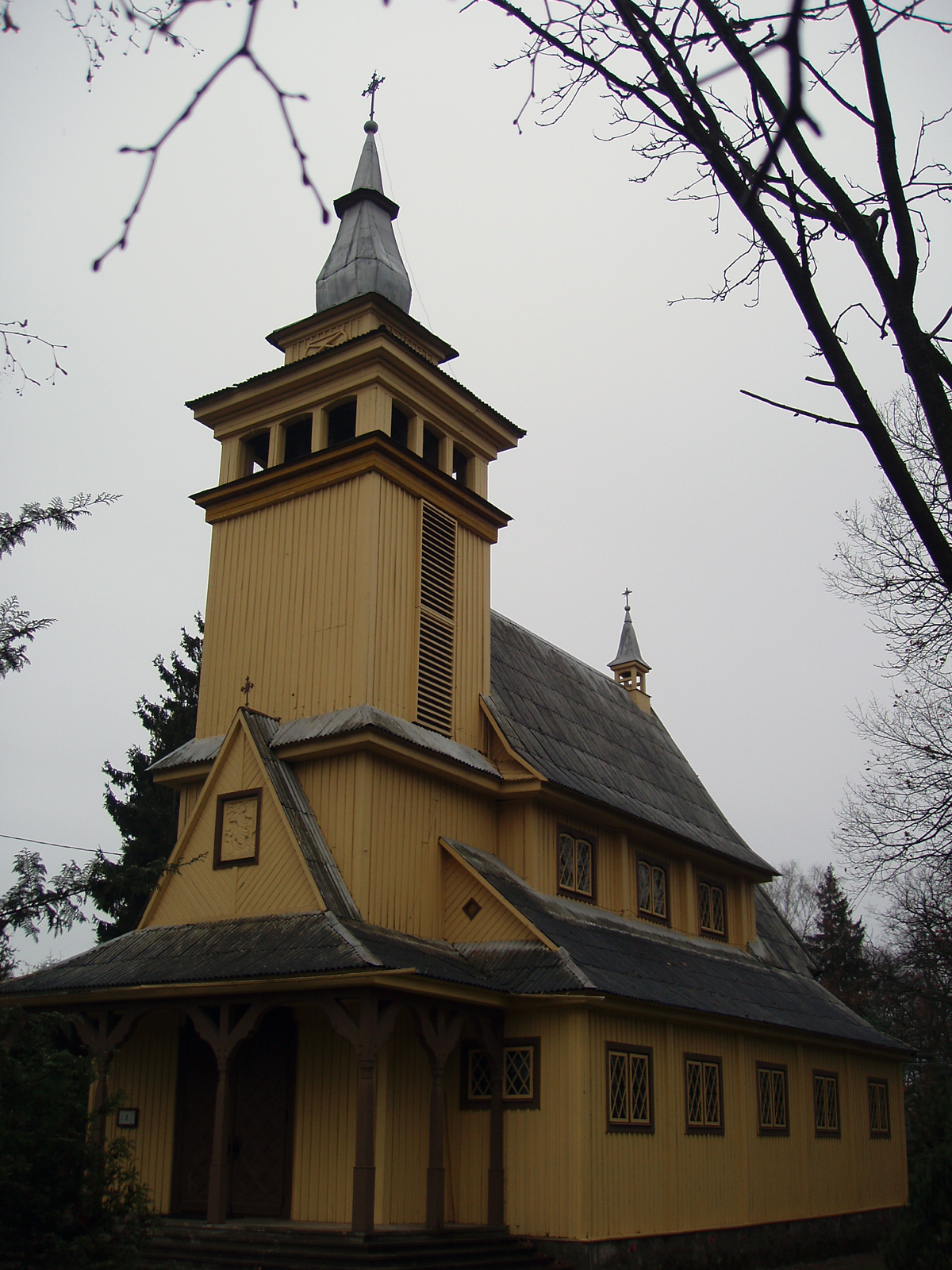
Iglesia de Cristo Rey y Santo Niño Jesús
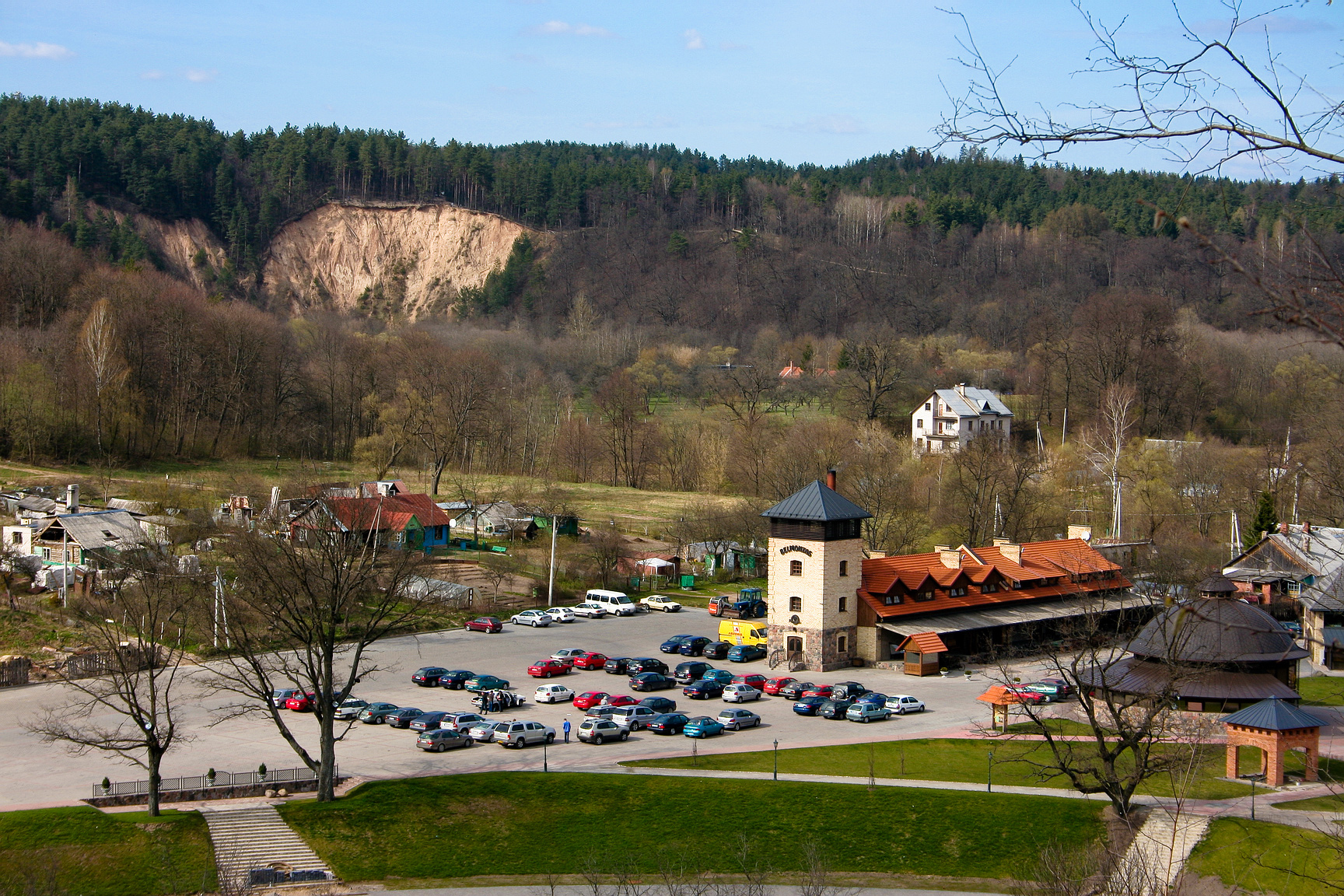
Panorama de Molino de Belmontas y exposición geológico de Pūčkoriai
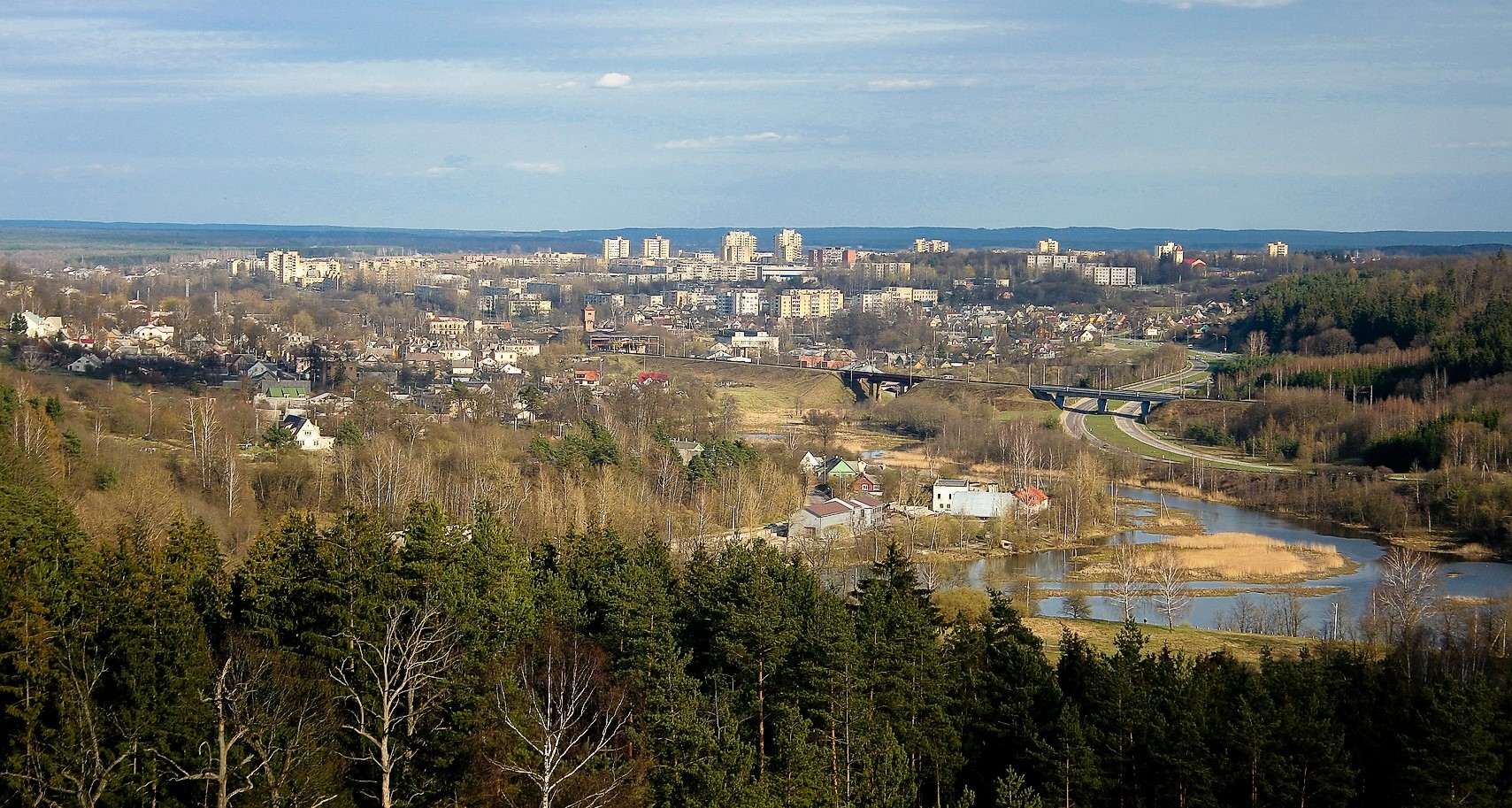
Panorama de Naujoji Vilnia
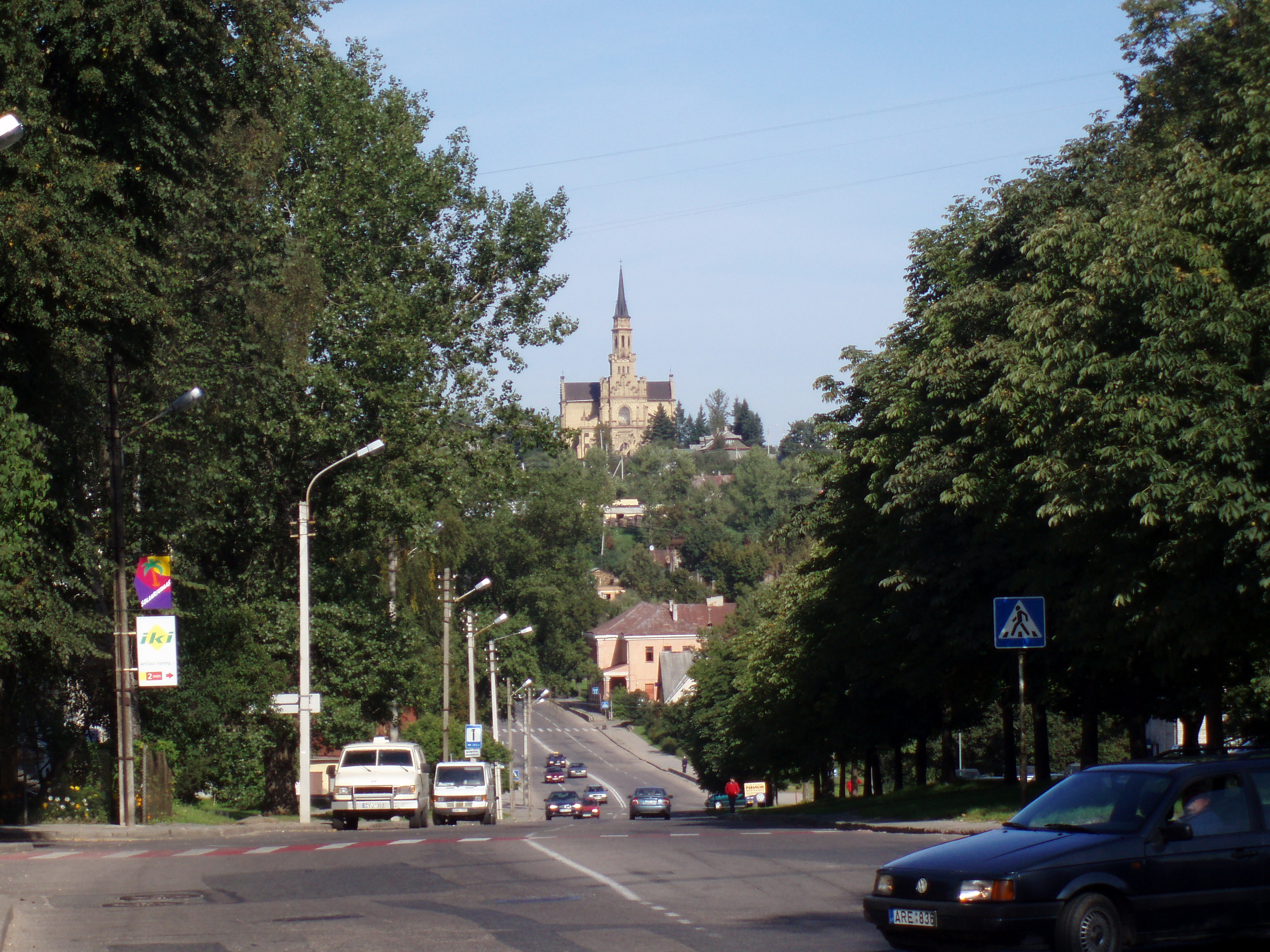
Calle de Pergalės